# 江川ひろし
江川 ひろし（えがわ ひろし、1929年1月31日 - 2003年2月18日）は、日本の経営者。1953年に日本話し方センターを設立した。話し方指導の第一人者とされる。

## 経歴
高校・大学と弁論部に所属し、数々の入賞を重ねる。大学卒業後、キャリアとして郵政省に入省。当時の上司から講演用の原稿書きを任されたことがきっかけで、その手腕を買われて人前で話す機会が増える。1953年に24歳で独立し、日本で最初の「話し方教室」を設立する。口コミをはじめ、雑誌やテレビ番組などで「話し方セミナー」の存在が広まり、話し方の第一人者として世間に認められるようになる。話し方指導の特徴は「話し方を向上させる基本にして究極の目的は相手に対する思いやりである」「話し方の向上のためには人間としての誠実さをベースにしなければならない」という考えであった。2003年2月18日、急性心筋梗塞のため逝去。享年75歳。

## 著作
- 『話し方のバイブル㈵ 人前で話すための10章』 サンマーク出版
- 『話し方のバイブル㈼ 人間関係をよくするための10章』 サンマーク出版
- 『話し方で性格を変える—ひっこみ思案から積極人間に』 KKベストセラーズ
- 『人生を変える話し方77の法則』 KKベストセラーズ
- 『生きぬく知恵をつける話し方77の法則』 KKベストセラーズ
- 『あなたを幸せにするコミュニケーション・パワー７つの法則がわかる できる』 ビジネス社
- 『500人の前でも話せます—話し度胸がつく本』 KKベストセラーズ
- 『話し方は生き方だ—人生を180度変えてしまう10のステップ』 サンマーク出版
- 『江川ひろしの話し方 黄金のレシピ—すぐに使える388の実例』 KKベストセラーズ
- 『3分間の名スピーチ— 人の心をつかむ話し方の実例』 KKベストセラーズ
- 『話しべたは絶対なおる！ すぐに役立つ実践スピーチ学』 PHP研究所
- 『人を動かす話し方—自分の人生をきずく法』 青春出版社
- 『成績がどんどん伸びる1分間刺激会話法—話のしかたを知っておくのは親の責任』青春出版社
- 『江川ひろしの生き方・話し方教室—自分を高める四十のポイント』 PHP研究所
- 『ちょっとしたこんな話し方があなたを変える—愛される会話術入門』 青春出版社
- 『上司と部下 心をつなぐ話し方—言葉が相手をこんなに変える』 KKベストセラーズ
- 『話し方の先生が感動した話し方—ことばの前に心あり』 青春出版社
- 『人を感動させる話し方』 青春出版社
- 『人生を変える話』 実業之日本社
- 『職場の話し方』 日本話し方センター